# Polygala fontellana
Polygala fontellana är en jungfrulinsväxtart som beskrevs av Maria do Carmo Mendes Marques och A.C.A.Aguiar. Polygala fontellana ingår i släktet jungfrulinssläktet, och familjen jungfrulinsväxter. Inga underarter finns listade i Catalogue of Life.